# Funkadelic

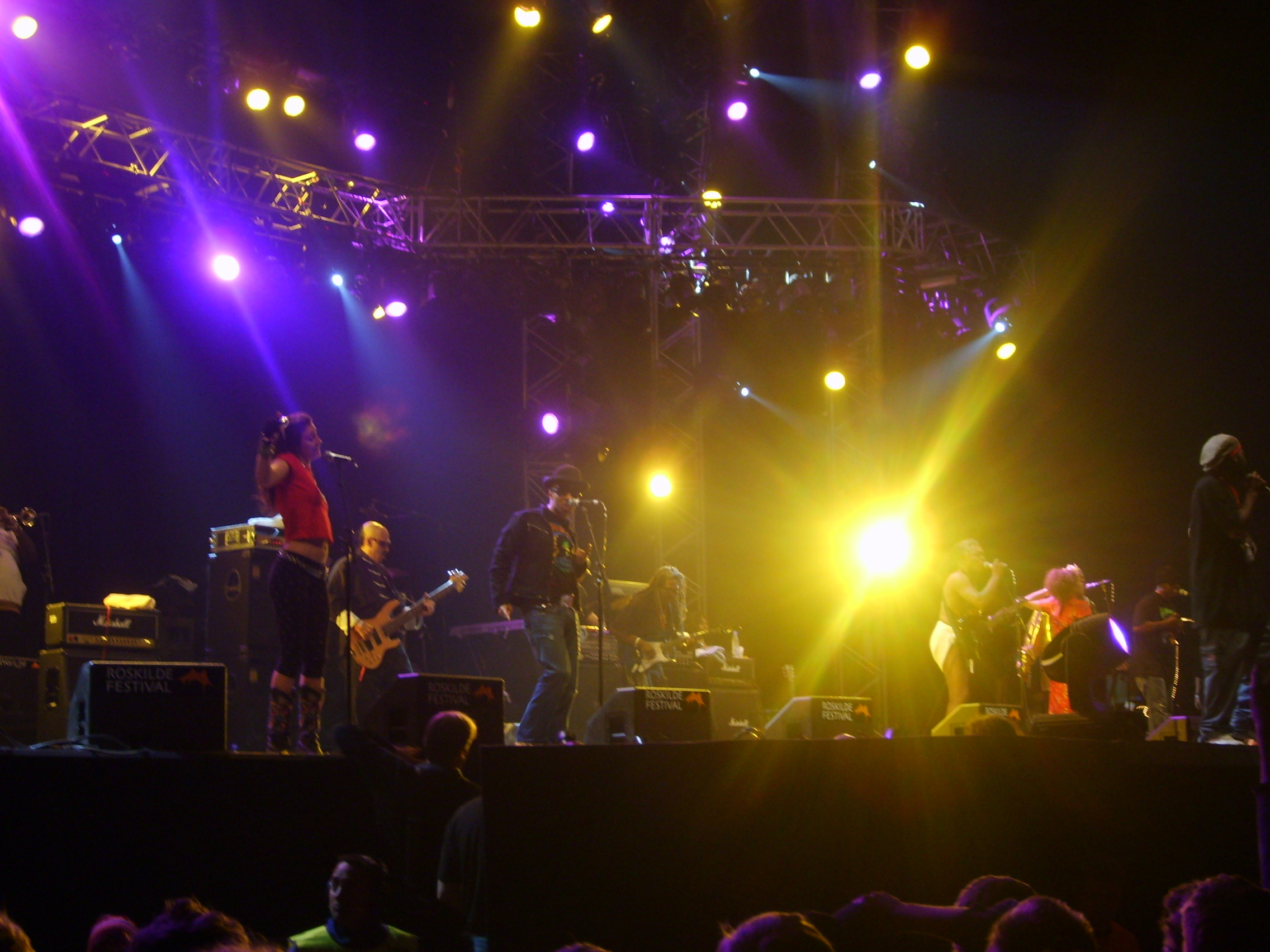
Funkadelic/Parliament speelt live

Funkadelic was een beroemde Amerikaanse funkband uit de jaren zeventig, die samen met de tweelingband Parliament de funk, en in het bijzonder de p-funk, vormgaven. De band stond onder leiding van George Clinton en bestond uit een grote groep muzikanten.

## Geschiedenis
The Funkadelics waren oorspronkelijk de begeleidingsband van de doo wop-groep The Parliaments. De band werd in 1970 voornamelijk voor tournees opgericht en bestond uit Frankie Boyce, Richard Boyce en Langston Booth. In 1966 gingen zij echter het leger in en George Clinton, de leider van The Parliaments haalde in 1967 Billy Bass Nelson (basgitaar) en Eddie Hazel (gitaar) binnen, waarna al snel Tawl Ross (gitaar) en Tiki Fulwood (drums) ook werden toegevoegd.
In verband met een juridisch conflict tussen Clinton en Revilot, het platenlabel van The Parliaments, werd de naam The Parliaments opgedoekt en werden de overgebleven leden samengevoegd met die van The Funkadelics om gezamenlijk verder te gaan onder de naam Funkadelic. De band werd in 1968 door het platenlabel Westbound gecontracteerd.
Het eveneens Funkadelic geheten debuutalbum kwam uit in 1970. Als medewerkers aan het album worden organist Mickey Atkins, Clinton zelf, Fulwood, Nelson, Ross en Hazel genoemd, maar aan de opnames zelf werkten ook meerdere niet genoemde sessiemuzikanten mee, die onder contract stonden bij Motown en tevens Ray Monette (van Rare Earth) en Bernie Worrell.
Bernie Worrell werd wel vermeld op het tweede album van Funkadelic, het ook uit 1970 stammende Free Your Mind... and Your Ass Will Follow. Dit was het officiële begin van een lang durende samenwerking tussen Worrell en Clinton, die al een tijd vrienden waren. Worell zou later meerdere Parliament- en Funkadelic-albums gaan produceren en tevens toetsen spelen op meerdere andere p-funk-albums.
Nadat in 1971 het album Maggot Brain was uitgebracht, kwamen Bootsy (basgitaar) en Catfish Collins (ritmische gitaar) bij Funkadelic. De band ging verder als een van de belangrijkste leveranciers en bedenkers van het p-funk-geluid. In 1972 bracht Funkadelic onder deze nieuwe bezetting het album America Eats Its Young uit. Vele bandleden verlieten daarna echter Funkadelic omwille van interne ruzies. Ook moest Eddie Hazel een jaar de gevangenis in wegens drugsbezit en het mishandelen van een stewardess, stopte Tawl Ross in verband met een verkeerd uitgevallen lsd-trip en/of een overdosis speed en stopte Bill Bass wegens financiële problemen. Hazel werd vervangen door Michael Hampton, een toen zeventienjarig gitaartalent.
In 1975 stapte Funkadelic naar Warner Bros. over en daarop werd in 1976 het album Hardcore Jollies uitgebracht. Datzelfde jaar bracht Westbound Tales of Kidd Funkadelic uit, een compilatie van outtakes, die het duidelijk beter deed dan Hardcore Jollies en tevens het hitje Undisco Kidd bevatte. In 1977 bracht Westbound als gevolg van het succes van Tales of Kidd Funkadelic een verzamelaar uit onder de naam  The Best of the Early Years.
In 1978 werd Funkadelics magnum opus opgenomen en uitgebracht, One Nation Under a Groove. Het titelnummer werd een grote hit en rond diezelfde tijd had Parliament succes met de singles  "Flash Light" en "Aqua Boogie".
Toen de jaren 80 hun intrede deden, ontstonden er juridische problemen door de meerdere bandnamen die gebruikt werden en tevens begon Warner Bros. plotseling zijn interesse te verliezen in Funkadelic. Ook begonnen enkele bandleden hun eigen versie van Funkadelic, wat tot nog meer juridische problemen leidde. Het resultaat was dat na de uitgave van het album The Electric Spanking of War Babies in 1981 Funkadelic en Parliament uit elkaar vielen. George Clinton ging daarna echter verder met het uitgeven van meerdere soloalbums, die vaak ook onder de naam George Clinton & the P.Funk All-Stars werden uitgebracht.
In 1997 werd Funkadelic, samen met Parliament, bijgezet in de Rock and Roll Hall of Fame.
In 2014 kwam er weer een nieuw album uit: First ya gotta shake the gate.

## Discografie

### Albums
| Jaar | Naam                                      |
| --- | ----------------------------------------- |
| 1970 | Funkadelic                                |
| 1970 | Free Your Mind...And Your Ass Will Follow |
| 1971 | Maggot Brain                              |
| 1972 | America Eats Its Young                    |
| 1973 | Cosmic Slop                               |
| 1974 | Standing on the Verge of Getting It On    |
| 1975 | Let's Take It to the Stage                |
| 1976 | Hardcore Jollies 1                        |
| 1976 | Tales of Kidd Funkadelic                  |
| 1978 | One Nation Under a Groove 1               |
| 1979 | Uncle Jam Wants You 1                     |
| 1981 | Connections & Disconnections 2            |
| 1981 | The Electric Spanking of War Babies 1     |
| 2014 | First ya gotta shake the gate             |
| Opmerkingen: Alle albums zijn uitgebracht door Westbound Records, behalve waar aangegeven. Op deze lijst zijn geen verzamelalbums meegenomen. 1. Uitgebracht door Warner Bros. Records, later opnieuw uitgebracht door Priority Records. 2. Uitgebracht door voormalige Funkadelic-leden, door LAX Records. In 1992 opnieuw uitgebracht door Rhino Records onder de titel Who's a Funkadelic?. |                                           |